# Quận 15, Roma
Quận 15 Cassia - Flaminia (tiếng Ý: Municipio XV Cassia - Flaminia) là quận hành chính cuối cùng của thủ đô Roma, Ý. Quận được thành lập vào ngày 11 tháng 3 năm 2013, thay thế Quận 20 cũ.